# 藏蝇子草
藏蝇子草（学名：Silene waltonii）是石竹科蝇子草属的植物。分布在中国大陆的西藏等地，生长于海拔3,000米至4,700米的地区，多生于高山草地或多砾石的草坡，目前尚未由人工引种栽培。